# Friedrich Plaschke
Pour les articles homonymes, voir Plaschke.
Friedrich Plaschke est un baryton-basse d'opéra tchèque né le 7 janvier 1875 et mort le 4 février 1952.
De 1900 à 1937, il a appartenu à la troupe du Semperoper de Dresde. Il a également été invité aux États-Unis, au festival de Bayreuth et au Royal Opera House à Londres.

## Rôles
- 21 novembre 1901, création du rôle du Kofel, le forgeron dans Feuersnot de Richard Strauss, à Dresde.
- 6 juin 1928, création du rôle de Altair dans Hélène d'Égypte de Richard Strauss et Hugo von Hofmannsthal, à Dresde[1].
- 1er juillet 1933, création du rôle du comte Walder dans Arabella de Richard Strauss et Hugo von Hofmannsthal, à Dresde[1].
- 24 juin 1935, création du rôle du comte Walder dans la Femme silencieuse de Richard Strauss et Stefan Zweig, à Dresde[1].